# Abigail Johnson
Abigail Pierrepont "Abby" Johnson, född 19 december 1961, är en amerikansk affärskvinna.

## Biografi
Johnson avlade Bachelor of Arts-examen i konsthistoria vid Hobart and William Smith 1984. Efter en kort sejour som konsult på Booz Allen Hamilton 1985-1986 avslutade Johnson en MBA-utbildning vid Harvard Business School och började arbeta på Fidelity Investments som analytiker och portföljförvaltare 1988. Hon blev befordrad till en verkställande roll i Fidelity Management and Research (FMR) 1997 och har sedan dess innehaft flera ledande befattningar inom FMR, Fidelity Institutional Retirement Services och Fidelity Investments. Hon utsågs till verkställande direktör i augusti 2012.
Fidelity grundades av hennes farfar Edward C. Johnson II. Hennes far Edward C. "Ned" Johnson III förblir styrelseordförande i FMR. Från och med mars 2013 äger familjen Johnson 49% av aktierna i bolaget. Johnsons förmögenhet på cirka USD 14 miljarder (2015) gör henne till en av världens rikaste kvinnor.

## Uppdrag och utmärkelser
Johnson är för närvarande (2015) medlem av Committee on Capital Markets Regulation. Hon är också medlem i styrelsen för den Securities Industry and Financial Markets Association (SIFMA). Hon är den första och enda kvinnan att ingå i styrelsen för Financial Services Forum.
År 2016 rankade tidskriften Forbes henne som den 16:e mäktigaste kvinnan i världen. År 2015 var hon rankad som nr 19.